# I. Teti
I. Teti az egyiptomi I. dinasztia régészetileg nem igazolható uralkodója. 

## Uralkodása
Egyiptomi források – az abüdoszi királylista és a torinói királylista – szerint Hór-Aha és Dzser között uralkodott, legalábbis közöttük sorolják fel, illetve egymással összekapcsolható két különböző nevet illesztenek Hóra-Aha és Dzser közé. Az abüdoszi listában Teti, a turini papiruszon Iti névalak szerepel.
A probléma ezzel a két forrással az, hogy nagyon későiek, több mint másfél ezer évvel a tárgyalt kor után születtek. Emellett tudjuk, hogy mindkettő tendenciózusan torzít. Az egyiptológia ráadásul ma úgy tudja, hogy Hór-Aha fia volt Dzser, így nem érthető, hogy közöttük miért lett volna Teti. Az Peker temetőben nyoma sincs a sírjának, a későbbi temetkezésekben, ahol rendszerint felsorolják az összes elődöt, nem jelenik meg olyan név, amit Tetivel lehetne azonosítani. Manethónnál – és nyomában Sextus Iulius Africanus, kaiszareiai Euszebiosz listáiban is – feltűnik Ἇθωθις (Athóthisz) néven, ami arra utal, hogy Manethón ismerte az abüdoszi listát, de nem bizonyítja Teti létezését. Az Iteti nevet viszont gyakran inkább Dzserrel azonosítják.
Sokan úgy vélik, Teti a születési neve volt Ahának. Günter Dreyer és Werner Kayser szerint Neithhotep királynő uralkodói neve lehetett, mivel ő Narmer felesége  és Hór-Aha anyja volt, esetleg az utóbbi halála után anyakirálynőként régens lehetett. Ezt némiképp alátámasztja, hogy a turini papiruszon egy év és 45 nap uralkodási időt tulajdonítanak neki. Elképzelhető még egy olyan verzió is, miszerint Hór-Aha vagy Dzser testvére volt, aki rövid uralkodás, esetleg trónviszály után halt meg, nem hagyva a történelemben nyomot maga után. Ezzel csak az a probléma, hogy ez esetben az abüdoszi királylista összeállítói sem tudtak volna róla.

## Fordítás
- Ez a szócikk részben vagy egészben  a   Teti I. című német Wikipédia-szócikk ezen változatának fordításán alapul.  Az eredeti cikk szerkesztőit annak laptörténete sorolja fel. Ez a jelzés csupán a megfogalmazás eredetét és a szerzői jogokat jelzi, nem szolgál a cikkben szereplő információk forrásmegjelöléseként.

| Előző uralkodó: Hór-Aha? | Egyiptom uralkodója i. e. 30. század I. dinasztia | Következő uralkodó: Dzser? |